# أمينة أوشاقلي كيل
أمينة أوشاقلي كيل (بالتركية: Emine Uşaklıgil)‏ هي كاتبة وصحافية تركية، ولدت في فيشي في فرنسا سنة 1944.
تشتهر أمينة بأنها حفيدة خالد ضياء وابنة الدبلوماسي بولند الذي عمل سفيراً في كوبنهاغن والقاهرة وواشنطن وباريس.
في 26 يونيو 1969، تزوجت من أحمد رفعت إبراهيم الأمير المصري والسلطان زاده العثماني، لكنها تطلقت لاحقا من الاقتصادي التركي أساف سافاس أكات ثم تطلقت وتزوجت من الصحافي والمستشار الاقتصادي البريطاني ديفيد سيمور تونغ.
بعد تعليمها الجامعي، بدأت أمينة العمل صحفية في إحدى الصحف في عام 1975. بعد ذلك بعامين، عملت كاتبة ومديرة في صحيفة جمهوريت التي أسسها جدها يونس نادي.
في سنة 2001، نشرت كتابا بعنوان: "Modernleşme ve Çokkültürlülük" (أي التحديث والتعددية الثقافية).